# Arzama obliqua
Arzama obliqua là một loài bướm đêm trong họ Noctuidae.